# Kvällspasset
Kvällspasset var ett svenskt radioprogram som sändes i Sveriges Radio P3 1995-2010.
Programmet var Annika Lantz' första program på P3. Producent var Ulph Nyström och tidvis jobbade även Per Ankarberg med programmet. Sändningstiden var 22:03-00:00 måndagar och tisdagar. 
Under 2007 sändes programmet måndagar-torsdagar 18:06-21:30 och fredagar 18:06-22:00, då med Johan Hilton och Sonja Schwarzenberger som programledare. Underrubriken var då En underhållande, rapp och aktuell talkshow.
Programmet sändes sista gången 7 januari 2010 för att i stället bli Brunchrapporten. Programledare då var Henrik Thorehammar och Emmy Rasper.